# Divion
Divion és un municipi francès situat al departament del Pas de Calais i a la regió dels Alts de França. L'any 2007 tenia 6.935 habitants.

## Demografia

### Població
El 2007 la població de fet de Divion era de 6.935 persones. Hi havia 2.672 famílies de les quals 736 eren unipersonals (264 homes vivint sols i 472 dones vivint soles), 764 parelles sense fills, 920 parelles amb fills i 252 famílies monoparentals amb fills.
La població ha evolucionat segons el següent gràfic:
Habitants censats

### Habitatges
El 2007 hi havia 2.974 habitatges, 2.723 eren l'habitatge principal de la família, 15 eren segones residències i 236 estaven desocupats. 2.804 eren cases i 115 eren apartaments. Dels 2.723 habitatges principals, 1.231 estaven ocupats pels seus propietaris, 1.319 estaven llogats i ocupats pels llogaters i 173 estaven cedits a títol gratuït; 50 tenien una cambra, 148 en tenien dues, 299 en tenien tres, 998 en tenien quatre i 1.228 en tenien cinc o més. 1.612 habitatges disposaven pel capbaix d'una plaça de pàrquing. A 1.240 habitatges hi havia un automòbil i a 762 n'hi havia dos o més.

### Piràmide de població
La piràmide de població per edats i sexe el 2009 era:
| Homes | Edats   | Dones |
| ----- | ------- | ----- |
| 0     | 95 o +  | 4     |
| 4     | 90 a 94 | 18    |
| 25    | 85 a 89 | 84    |
| 37    | 80 a 84 | 106   |
| 126   | 75 a 79 | 207   |
| 145   | 70 a 74 | 204   |
| 171   | 65 a 69 | 220   |
| 144   | 60 a 64 | 208   |
| 149   | 55 a 59 | 125   |
| 206   | 50 a 54 | 234   |
| 212   | 45 a 49 | 194   |
| 277   | 40 a 44 | 248   |
| 211   | 35 a 39 | 249   |
| 177   | 30 a 34 | 158   |
| 244   | 25 a 29 | 216   |
| 250   | 20 a 24 | 259   |
| 277   | 15 a 19 | 280   |
| 192   | 10 a 14 | 233   |
| 240   | 5 a 9   | 252   |
| 262   | 0 a 4   | 210   |

## Economia
El 2007 la població en edat de treballar era de 4.259 persones, 2.638 eren actives i 1.621 eren inactives. De les 2.638 persones actives 2.194 estaven ocupades (1.333 homes i 861 dones) i 444 estaven aturades (249 homes i 195 dones). De les 1.621 persones inactives 366 estaven jubilades, 389 estaven estudiant i 866 estaven classificades com a «altres inactius».

### Ingressos
El 2009 a Divion hi havia 2.826 unitats fiscals que integraven 7.083,5 persones, la mediana anual d'ingressos fiscals per persona era de 12.787 €.

### Activitats econòmiques
Dels 126 establiments que hi havia el 2007, 3 eren d'empreses extractives, 3 d'empreses alimentàries, 4 d'empreses de fabricació d'altres productes industrials, 21 d'empreses de construcció, 22 d'empreses de comerç i reparació d'automòbils, 7 d'empreses de transport, 11 d'empreses d'hostatgeria i restauració, 6 d'empreses financeres, 4 d'empreses immobiliàries, 12 d'empreses de serveis, 20 d'entitats de l'administració pública i 13 d'empreses classificades com a «altres activitats de serveis».
Dels 47 establiments de servei als particulars que hi havia el 2009, 1 era una comissaria de policia, 1 oficina de correu, 2 oficines bancàries, 4 funeràries, 7 tallers de reparació d'automòbils i de material agrícola, 1 taller d'inspecció tècnica de vehicles, 1 autoescola, 2 paletes, 1 guixaire pintor, 1 fusteria, 3 lampisteries, 4 electricistes, 5 empreses de construcció, 6 perruqueries, 5 restaurants, 1 agència immobiliària i 2 salons de bellesa.
Dels 10 establiments comercials que hi havia el 2009, 2 eren supermercats, 1 una gran superfície de material de bricolatge, 3 fleques, 1 una peixateria, 1 una llibreria, 1 una sabateria i 1 una botiga de material esportiu.
L'any 2000 a Divion hi havia 4 explotacions agrícoles que ocupaven un total de 296 hectàrees.

## Equipaments sanitaris i escolars
El 2009 hi havia 1 maternitat, 1 centre de salut i 3 farmàcies.
El 2009 hi havia 3 escoles maternals i 5 escoles elementals. Divion disposava d'un col·legi d'educació secundària amb 347 alumnes.

## Poblacions més properes
El següent diagrama mostra les poblacions més properes.